# Cyrtandra mindanaensis
Cyrtandra mindanaensis är en tvåhjärtbladig växtart som beskrevs av Adolph Daniel Edward Elmer. Cyrtandra mindanaensis ingår i släktet Cyrtandra och familjen Gesneriaceae. Inga underarter finns listade i Catalogue of Life.